# 수원원천유원지
수원원천유원지는 경기도 수원시 영통구 하동에 있는 유원지이다. 그러나 2008년에 폐장되었다. 

## 시설물
- 보트선착장
- 오리배선착장
- 원천파도풀
- 원천호수랜드
- 원천그린랜드
- 화장실
- 주차장
- 매표소
- 수상 점포
- 매점